# Flughafen Batajnica

i8
i11
i13
Der Flughafen Batajnica, alternativ auch Flughafen Nova Pazova, (serbisch: Аеродром Батајница / Aerodrom Batajnica) liegt in Serbien zwischen den Dörfern Batajnica und Nova Pazova, rund 25 Kilometer nordwestlich der Hauptstadt Belgrad.
Der Flughafen wird zurzeit hauptsächlich durch die serbische Luftwaffe und Flugabwehr militärisch genutzt und ist der einzige Flughafen Serbiens mit zwei asphaltierten Start- und Landebahnen.

## Geschichte
Mit dem Bau des Flughafens für die serbische Luftwaffe und Flugabwehr wurde 1947 begonnen. Im Jahr 1951 wurden die Bauarbeiten beendet und der Flughafen offiziell eröffnet. Grund des Baus war die Verteidigung der Hauptstadt Belgrad vor Luftangriffen.
Um die Interventionsmöglichkeiten seitens der jugoslawischen Luftwaffe während der NATO-Angriffe auf die damalige Bundesrepublik Jugoslawiens einzudämmen, war der Militärflugplatz mit 25 geflogenen Operationen und des damit verbundenen Bombardements eines der am häufigsten angegriffenen Ziele während des Krieges.
Mit der Landung zweier F-16 Mehrzweckkampfflugzeugen der USAFE im Juni 2006 landeten nach mehr als 20 Jahren wieder offiziell US-Kampfjets auf serbischem Boden. Diese Einladung Serbiens wird als Wiederannäherung der Streitmächte gesehen und fundiert als Neuanfang der militärischen Kooperation beider Staaten. Vom 9. bis zum 13. März 2009 besuchten die US Air Force den Flughafen erneut, wobei wieder die Arbeit an besseren Beziehungen im Vordergrund stand.
Heute wird der Flughafen hauptsächlich von der serbischen Luftwaffe genutzt und fungiert darüber hinaus immer wieder als Gastgeber für Flugschauen, wie zum Beispiel 2009 für die Air Serbia. Zudem plant man, den Flughafen in Zukunft für die Zivilluftfahrt zu nutzen; der Flughafen könnte dann, so einige Planungen, wie zum Beispiel Frankfurt Hahn für Frankfurt für Belgrad als Basis der Billigfluggesellschaften dienen. Etliche  Unternehmen wie EasyJet, Jet2 sowie Germanwings haben an diesem Projekt bereits Interesse gezeigt.